# Kunkova, Honnali
Kunkova là một làng thuộc tehsil Honnali, huyện Davanagere, bang Karnataka, Ấn Độ.